# Zengi

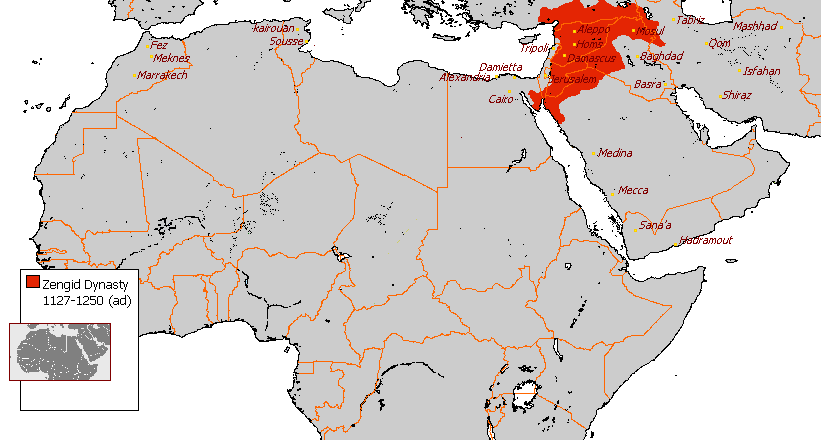
Veroverd gebied van Zengi

Imad ad-Din Zengi (ca. 1085 - 14 september 1146) was de islamitische leider van Seltsjoek-Turkse komaf die de herovering van de door de kruisvaarders veroverde gebieden begon.  Verschillende spellingsvarianten voor zijn naam, zoals Zangi, Zengui, Zenki en Zanki, komen voor.

## Jeugd
Zengi was de zoon van Aq Sunqur al-Hajib die onder de Seltsjoeks-Turkse sultan Malik Shah I atabeg (gouverneur) van Aleppo was. 
Aan de zijde van zijn beschermheren nam hij deel aan verschillende veldtochten tegen de kruisvaardersstaten waarin hij zich door zijn persoonlijke moed onderscheidde. In 1118 was hij betrokken bij de opvolgingstwisten na de dood van de Groot-Seltsjoekse sultan Mehmed Tapar.
Toen in 1126 de kalief al-Mustarshid probeerde de macht te grijpen ten koste van de sultan van Irak en West-Iran, Mahmud II, was Zengi de atabeg van Basra. Hij steunde Mahmud en versloeg de troepen van de kalief te Wasit.

## Mosoel en Aleppo
In 1127 werd Zengi aangesteld als atabeg van Mosoel, als opvolger van de pas overleden Izz' al-Din Masud. In theorie stond hij er in dienst van een zoon van Mahmud II, Alp Arslan. In de praktijk was het Zengi die het bestuur uitoefende. Hij veroverde dadelijk de stad Nusaybin op de Artuqiden en sloot een kort bestand met de kruisvaardersstaat Edessa.
In juni 1128 trok hij Aleppo binnen, dat sinds de dood van Izz' al-Din Masud door interne twisten werd verscheurd. Zijn gezag werd zonder slag of stoot aanvaard. Om duidelijk te maken dat hij van plan was te blijven, huwde hij de weduwe van Ridwan, die emir van de stad was geweest, liet hij het stoffelijk overschot van zijn vader overbrengen en in de stad begraven, en liet hij zijn gouverneurschap formeel door de sultan bevestigen.

## Zengi tegen Damascus
In 1130 nam Zengi door list Sewinj, de gouverneur van Hama en de zoon van de atabeg van Damascus, gevangen en bezette vervolgens op 14 september diens stad. Hij maakte Kirkhan, de gouverneur van Homs, wijs dat hij hem Hama wou verkopen. Toen deze de stad in bezit kwam nemen werd ook hij gevangengenomen. Vervolgens ging Zengi Homs belegeren, waarbij hij Kirkhan enkele keren in het zicht van de muren liet martelen. Na enkele maanden moest hij echter het beleg opgeven vanwege een inval van de emir van Diyarbakir.
In 1131 trok hij zich in Mosoel terug en hij liet zijn gevangenen voor een losgeld vrij.

## Zengi tegen de kalief
Bij het overlijden van sultan Mahmud II in 1131 streden zijn zoon en broers om de opvolging. Zengi koos hierbij de zijde van Masud, tegen de kalief al-Mustarshid.
In 1132 leed Zengi een zware nederlaag tegen de kalief nabij Tikrit. Hij kon enkel ontkomen doordat Najm ad-Din Ayyub, de vader van Saladin, hem de Tigris hielp oversteken. In juni van datzelfde jaar leverde hij samen met Dubais ibn Sadaqa opnieuw slag tegen de kalief, maar leed weer een nederlaag.
Hierop werd Zengi in het defensief gedrongen. Van juni tot september 1133 belegerde de kalief zonder succes Mosoel, terwijl de nieuwe atabeg van Damascus, Ismail ibn Buri, Hama heroverde.
Na de dood van al-Mustarshid in 1135, zou zijn opvolger ar-Rashid de hulp van Zengi inroepen tegen sultan Masud. Voor Zengi hier gevolg aan kon geven werd ar-Rashid afgezet en vervangen door al-Muqtafi, die Zengi's interventie vermeed door hem titels en geschenken te geven.

## Opnieuw tegen Damascus
In januari 1135 bood Ismail van Damascus, die vreesde voor zijn leven omdat zijn bewind steeds tirannieker was geworden, zijn stad aan Zengi aan in ruil voor wraak op zijn vijanden. Voor Zengi de stad kon bezetten werd Ismail vermoord in opdracht van zijn eigen moeder, Zumurrud. Hij werd opgevolgd door zijn broer Shihab al-Din Mahmud.
Zengi bezette Hama opnieuw en begon eind februari aan het beleg van Damascus, waarvan de verdediging werd georganiseerd door de oude en ervaren mammeluk Muin al-Din Unur. Na enkele weken, en na bemiddeling door een gezant van de kalief, sloot Zengi vrede met Mahmud, waarbij hij diens broer Bahram Shah als gijzelaar meekreeg.

## Zengi tegen de kruisvaarders
Na het opheffen van het beleg van Damascus behaalde Zengi in de lente van 1135 zijn eerste grote succes tegen de kruisvaarders: in een bliksemsnel offensief veroverde hij de versterkte plaatsen Athareb, Tell Aghdi, Maarrat al-Numan en Kafartab. De inwoners die door de kruisvaarders waren verdreven, liet hij terugkeren en hij gaf ze hun bezittingen terug. Hierdoor was het vorstendom Antiochië ongeveer al zijn bezittingen ten oosten van de Orontes kwijt.
Toen in Damascus ene Bazawash de sterke man werd, en een bijzonder agressieve politiek ging voeren, reageerde Zengi door Homs, dat nu aan Unur was toegewezen, opnieuw te gaan belegeren (juni en juli 1137). Hij stopte de belegering toen hij hoorde dat er een leger onder leiding van graaf Raymond II van Tripoli in de buurt was.
Zengi dreef Raymond terug en vatte vervolgens het beleg aan van de sterke Tripolitaanse vesting Montferrand (Barin). Toen koning Fulk van Jeruzalem Raymond kwam versterken stopte Zengi de belegering. Hij stortte zich onverwachts op het kruisvaardersleger en bracht het zware verliezen toe. Raymond werd gevangengenomen en Fulk vluchtte Montferrand binnen. Hierop werd het beleg hervat. Na enkele weken bood Zengi, die wist dat er een groot ontzettingsleger vlakbij was, aan Fulk, die van niets wist, de vrije aftocht aan in ruil voor de vesting. Fulk aanvaardde gretig (augustus 1137). Door deze verovering was ook het graafschap Tripoli de controle over zijn oostelijke gebieden kwijt.
Een nieuwe poging aan het begin van 1138 om Homs in te nemen moest worden gestaakt omdat de gecombineerde legers van de Byzantijnse keizer Johannes II Comnenus, Joscelin II van Edessa en Raymond van Antiochië zijn gebied binnenvielen. Het fort Bizaa nabij Aleppo en de gebieden ten oosten van de Orontes die Zengi drie jaar eerder had veroverd, werden door de coalitie bezet. Vervolgens werd de stad Shaizar, die werd geregeerd door een vazal van Zengi, belegerd.
Zengi hield zich op in de buurt maar ging geen rechtstreekse confrontatie aan. Hij riep wel de kalief en de Artuqidische emir van Diyarbakir op om versterkingen te sturen, en hij spoorde de Anatolische Danishmenden aan om de Byzantijnse bevoorradingslijnen te bestoken.
In mei sloot de Byzantijnse keizer, die moe getergd was door de totale passiviteit van zijn onwillige Frankische bondgenoten, vrede met de verdedigers en keerde hij naar huis terug. In de volgende maanden heroverde Zengi alle verloren gegane gebieden.

## Nogmaals tegen Damascus
In juni 1138 verkreeg Zengi van de atabeg Mahmud van Damascus de hand van Zumurrud en – als bruidsschat – Homs.
Toen een jaar later Mahmud werd vermoord – mogelijk in opdracht van Zengi – plaatste Unur zijn halfbroer Jemal al-Din Muhammad op de troon. Op vraag van Zumurrud en Bahram Shah zette Zengi een wraakexpeditie op het getouw. Hij belegerde de Damasceense stad Baalbek en nam de citadel in oktober 1139 in. Hoewel hij aan de verdedigers leven en vrijheid had beloofd in ruil voor hun overgave, liet hij de soldaten kruisigen en de commandant levend villen – een staaltje van wreedheid dat zijn islamitische tijdgenoten choqueerde.
Toen Zengi in december 1139 opnieuw Damascus kwam belegeren, sloot Unur een verbond met koning Fulk van Jeruzalem. Wegens diens dreigende tussenkomst besloot Zengi in juni 1140 het beleg op te heffen.
De volgende jaren had Zengi af te rekenen met sultan Masud, die overwoog een leger tegen hem op de been te brengen. Hij wist de dreiging uiteindelijk af te wenden door zich te onderwerpen en een van zijn zonen als gijzelaar aan te bieden. De vijandigheden tegen de kruisvaarders en Damascus beperkten zich tot razzia's.

## Inname van Edessa
In 1144 profiteerde Zengi van de ademruimte die hij kreeg door het overlijden van zowel keizer Johannes II Comnenus, koning Fulk (beide in 1143) als Da'ud, de emir van Diyarbakir. In de herfst viel hij Kara Arslan, de nieuwe emir van Diyarbakir aan. Toen zijn spionnen hem meldden dat Kara Arslans bondgenoot Joscelin II met bijna al zijn troepen Edessa had verlaten, rukte hij zo snel mogelijk naar die stad op.
Hij begon de belegering van Edessa op 27 november. Joscelin, wiens leger niet groot genoeg was om hem te verdrijven, zag zich genoodzaakt zich in zijn westelijke vesting Turbessel terug te trekken en te wachten op hulp uit het zuiden. De stad werd op 23 december ingenomen; de citadel gaf zich op 25 december over. De Frankische bewoners werden uitgeroeid, terwijl de Armeense en Aramese bevolking werd grotendeels ongemoeid gelaten.
De hulp voor Joscelin bleef uit, en begin 1145 veroverde Zengi zonder veel tegenstand het hele oostelijke deel van het graafschap Edessa.

## Dood
Nadat hij in mei 1145 een samenzwering van Alp Arslan, in wiens dienst hij in theorie nog steeds was, had onderdrukt, bereidde Zengi een nieuwe campagne tegen Damascus voor. Alvorens Damascus zelf aan te pakken, belegerde hij eerst Qalat Jabar, een stadje aan de Eufraat waarvan de emir zijn gezag niet erkende.
In de nacht van 14 op 15 september 1146 werd Zengi in zijn slaap doodgestoken door zijn persoonlijke dienaar, de eunuch Yarankash. De legende wil dat Zengi Yarankash zou betrapt hebben terwijl die van zijn wijn aan het drinken was, en bezworen zou hebben hem de volgende dag te straffen.
De volgende dag viel zijn leger uiteen. Zijn oudste zoon Saif al-Din Ghazi trok met een deel van het leger naar Mosoel. Zijn tweede zoon Nur al-Din Mahmud nam de commandantenring van Zengi's hand en trok met een deel van het leger naar Aleppo. Zengi's lijk bleef onbegraven achter – pas later werd het door de lokale bevolking gewassen en begraven.

## Nalatenschap
Dadelijk na Zengi's dood veroverde Damascus Baalbek en onderwierp het Homs en Hama. Kara Arslan bezette de plaatsen die hij in 1144 verloren had, en Joscelin deed een mislukte poging om Edessa opnieuw in te nemen. Op langere termijn hielden Zengi's zonen echter meer dan stand.
Zijn veroveringen ten koste van de kruisvaardersstaten worden beschouwd als het begin van het islamitische tegenoffensief – de val van Edessa was overigens de directe aanleiding voor de Tweede Kruistocht. Zengi zelf was de eerste die de strijd tegen de kruisvaarders bestempelde als een jihad, bij wijze van propaganda en om gemakkelijker troepen te kunnen werven.
Volgens alle islamitische chroniqueurs van zijn tijd was Zengi een moedige en sterke leider en een erg bedreven soldaat. Diezelfde chroniqueurs noemen hem echter ook een bijzonder gewelddadige, wrede en brutale man. Moslims, Byzantijnen en Franken hadden allen van hem te lijden.